# Castelrotto (castello)
Castelrotto (in tedesco Kastelruth) era un castello medievale che si trovava nel paese omonimo in Alto Adige.
Il luogo dove fu eretto il castello è stato abitato fin da tempi preistorici. Dalle ricerche archeologiche è emerso che vi si trovava un castelliere retico che in seguito fu fortificato dai romani.
Il castellum romano fu distrutto durante gli scontri di confine tra Bavaresi e Longobardi e quindi citato nel 982 d.C. come "de loco Castelorupto". Questo toponimo è rimasto da allora ad identificare il paese di Castelrotto.
In seguito il castello fu ricostruito e nel 1050 viene indicato come residenza dei signori di Castelrotto, ministeriali dei principi vescovi di Bressanone, che possedevano anche il Castel Rovereto, Castel Salego e il Castelvecchio di Siusi.
Nel 1262 il principe vescovo Bruno di Bressanone distrugge il castello. Nonostante questo nel 1272 viene dato in feudo a Mainardo II di Tirolo che lo ricostruisce. A sua volta Mainardo lo concede ai Wolkenstein e in seguito diventa di proprietà di Kraus von Sala.
Con il tempo il castello perdette di importanza tanto che nel 1675 Georg von Kraus decide di costruire al suo posto una via Crucis. Gli edifici e le mura vengono quindi abbattute e solo il mastio viene risparmiato trasformandolo in una cappella dedicata a S. Antonio.
La cappella è ben conservata e visitabile.